# Pará (destroyer, 1908)
Pour les articles homonymes, voir Pará (navire).
Le  Pará est le navire de tête de la classe Pará de destroyers de la marine brésilienne, en service de 1909 à 1936. Il a été nommé d’après l’état brésilien du Pará.

## Conception
En 1904, le Brésil a adopté un plan ambitieux pour rénover et moderniser sa marine. Le programme de rénovation navale a été négocié et adopté en décembre 1904, et prévoyait l’acquisition d’un grand nombre de navires, dont une douzaine de destroyers. En 1906, le programme a été modifié pour réduire à dix le nombre total de destroyers Ces navires sont devenus connus sous le nom de destroyers de classe Pará.
Le navire avait une longueur hors tout de 73,2 m, un maître-bau de 7,2 m et un tirant d'eau de 2,4 m. Le navire était propulsé par deux moteurs à vapeur alternatifs à triple expansion, qui entraînaient deux arbres d'hélice et qui produisaient un total de 7014 ch (5230 kW) et une vitesse maximale de 27 nœuds (50 km/h). Au cours des essais en mer, la vitesse prévue dans le contrat a été dépassée et le navire a été chronométré à 27,25 noeuds (50,47 km/h). La vapeur des turbines était fournie par deux chaudières à double extrémité de type Yarrow. Pendant ses essais, le Pará a parcouru 26,337 milles marins (48,776 km) pour chaque tonne de charbon. Le navire transportait un maximum de 140 tonnes de charbon, ce qui lui permettait une autonomie d’environ 3692 milles marins (6838 km) à 14 nœuds (26 km/h).
Le navire avait deux canons de 102 mm en affûts simples. En outre, quatre canons de 47 mm montés sur un seul affût ont été déployés au moment du lancement.
Les essais officiels à pleine vitesse pour le Pará ont eu lieu le 16 septembre 1908 dans le Firth of Clyde. Au cours d’une course continue de trois heures avec une charge de 100 tonnes, le navire a dépassé sa vitesse contractuelle de 27 noeuds.
Son premier commandant était le capitaine Felinto Perry.
Le 19 novembre 1908, alors qu’il quittait le chantier naval de Yarrow pour Greenock, le Pará est entré en collision avec une barge à trémie. Le destroyer n’a subi que des dommages mineurs et il est arrivé à sa destination.